# Школа Захаренка

### Статус школи
Згідно з наказом МОН України № 61 від 01.02.2002 року загальноосвітній школі у селі Сахнівка було присвоєно статус Авторської школи О. А. Захаренка. Навчальний заклад знаходиться у Корсунь-Шевченківському районі, у Черкаській області.
Школа була відома від 1960-х рр. З 1966 по 2001 рік її очолював Захаренко Олександр Антонович, який був активним громадським діячем, заслуженим вчителем УРСР (1974) та народним вчителем СРСР (1983).

### Історія створення
У 50-х роках XX століття це була звичайна сільська школа, яка до того ж знаходилась у глухому закутку місцини. У цей час до школи приходить випускник Черкаського педагогічного університету вчитель фізики та математики Захаренко О. А. Поки що це невідомий молодий юнак, що горів лише одним бажанням: навчати всьому, що знає сам, школярів. У процесі роботи у нього почала виникати ідея принципового реформування школи. В основу авторської школи він поклав одвічні принципи шанування родини, бережливого ставлення до природи, любові до Батьківщини, принцип взаємодопомоги, дружнього ставлення до оточення. Головна ідея та ціль, яку Олександр переслідував — це створення такої школи, де діти б виростали гармонійно високорозвиненими особистостями. система педагогічно виховання має вигляд своєрідного «Бермудського» трикутника: батьки-діти-вчителі. Ці три елементи мають тісно взаємодіяти, оскільки у випадку випадання однієї ланки, руйнується уся система виховання. Саме атмосфера взаємодії здатна сформувати нову повноцінну соціальну одиницю. У школі панує культ праці. На думку Захаренка саме праця робить людину людиною. Також з метою розвинення в учнів ініціативності та креативності у школі активно використовується практика учнівського самоврядування.http://www.intellect-invest.org.ua/pedagog_editions_e-magazine_pedagogical_science_arhiv_pn_n2_2009_st_3/

### Суть поняття «Авторська школа»
Саме поняття «авторська школа» передбачає певну нову концепцію у підході до навчання. Захаренко О. А. розробив такі положення:
1. інформація має бути цікавою та доступною;
2. головна мета — дати глибокі та систематизовані знання;
3. турбота про фізичний стан дітей;
4. шанування традицій та історії власного народу;
5. патріотичне виховання особистості;
6. обов'язковий предмет «Материнство», який можуть відвідувати не тільки учні навчального закладу, а й мешканці села;
7. естетичне та культурне виховання — формування почуття прекрасного;
8. випускники не мають нічим відрізнятися у знаннях від учнів інших престижних шкіл України[1]

### Структура школи
На базі школи створено 5 методологічних центрів:
1. навчальний — входить 13 кабінетів, бібліотека, читальна зала, їдальня та службові приміщення;
2. виховний — музейний комплекс, колекторна зала на 120 місць;
3. блок молодших школярів з 1 по 4 класи;
4. трудовий — входять спеціалізовані цехи;
5. спортивний — стадіон, спортивна зала, басейн.

На базі школи також працюють різно профільні гуртки, щоб учні були високорозвиненими особистостями. Особливою гордістю є хореографічний ансамбль «Зорецвіт», що постійно посідає призові місця на Всеукраїнських та Міжнародних фестивалях та конкурсах.